# Sheila de Liz
Sheila de Liz (geboren 1969 in New Jersey) ist eine US-amerikanisch-deutsche Gynäkologin und Autorin.

## Leben
Sheila de Liz kam im Alter von 15 Jahren nach Deutschland und studierte Medizin an der Universität Mainz. Seit 2006 arbeitet sie in einer eigenen Praxis für Gynäkologie und Geburtshilfe in Wiesbaden. Bei der Hormonersatztherapie ist de Liz eine Verfechterin von bioidentischen Hormonen.
Darüber hinaus führt de Liz eine Privatpraxis für Ästhetik und Lasermedizin, die sich ebenfalls in Wiesbaden befindet und unter anderem Laserbehandlungen anbietet.

## Mediale Präsenz
- Zusammen mit dem Urologen Volker Wittkamp und dem Psychologen Umut Özdemir betreibt sie den Aufklärungskanal @doktorsex auf TikTok mit über 900.000 Followern.[2]
- Mit Marie-Chantal Likoy tritt sie in der RTL-Zwei- und RTL+-Serie Die Sex-Klinik als Sex-Coach auf und erörtert dort sexuelle Probleme.
- Sheila de Liz ist in der Sat.1-Serie Klinik am Südring zu sehen.

## Mitgliedschaften
- German Society of Anti-Aging Medicine e. V., GSAAM[3]

## Schriften
- Auswirkung der pränatalen Doppler-Ultraschall-Untersuchung der Arteria cerebri media auf das Gehör des Kindes. 1999, Mikrofiche-Ausgabe. Diss. Mainz, 2000.
- Unverschämt. Alles über den fabelhaften weiblichen Körper. Rowohlt Taschenbuch, Reinbek 2019, ISBN 978-3-499-60668-7.
  - als Hörbuch, Sprecherin Sigrid Burkholder, 2 CDs: Lübbe Audio, Köln 2019, ISBN 978-3-7857-8169-2.
- Woman on Fire. Alles über die fabelhaften Wechseljahre. Rowohlt Taschenbuch, Hamburg 2020, ISBN 978-3-499-00317-2.
  - als Hörbuch, Sprecherin Sigrid Burkholder, 2 CDs: Lübbe Audio, Köln 2020, ISBN 978-3-7857-8246-0.
- On Fire. Mein täglicher Begleiter für die Wechseljahre. Rowohlt Taschenbuch, Hamburg 2021, ISBN 978-3-499-00819-1.
- Girl on Fire. Alles über die «fabelhafte» Pubertät. Rowohlt Taschenbuch, Hamburg 2022, ISBN 978-3-499-00834-4.
- Endometriose – Alles, was du wirklich wissen musst. Rowohlt Taschenbuch, Hamburg 2024, ISBN 978-3-499-01415-4.